# La Harpie de la percée de la Culebra
La Harpie de la percée de la Culebra (The Sharpie of the Culebra Cut) est une histoire en bande dessinée de Keno Don Rosa. Elle met en scène Balthazar Picsou et ses sœurs. Elle se déroule principalement au Panamá au moment où est creusé le canal par des entreprises des états-unis.
Elle est considérée comme l'épisode 10 bis de la Jeunesse de Picsou.

## Synopsis
Riri, Fifi et Loulou profitent de ce que leur grand-oncle a de nouveau ouvert le coffre contenant ses souvenirs. Ils y découvrent un ours en peluche... dont l'histoire de l'acquisition par Picsou leur est contée par celui-ci.
En novembre 1906, le président des États-Unis, Theodore Roosevelt visite le chantier du canal de Panamá. Il apprend que Picsou est présent et creuse une montagne pour trouver de l'or, juste sur le tracé du canal. Or, Roosevelt craint que tout incident ne serve d'excuse à l'ambitieux général Esteban pour mener un coup d'État, il décide donc de négocier avec Picsou et de l'aider à creuser.

## Fiche technique
- Histoire n°F PM 01201 C.
- Éditeur : Hachette.
- Titre de la première publication : épisode 10 bis de la Jeunesse de Picsou.
- Titre en anglais : The Sharpie of the Culebra Cut.
- Titre en français : La Harpie de la percée de la Culebra.
- 26 planches.
- Auteur et dessinateur : Keno Don Rosa.
- Première publication : Picsou Magazine, n°349, février 2001.
- Première publication aux États-Unis: Uncle Scrooge, n°332, août 2004.

En février 2001, l'histoire est publiée sans titre en français, seulement le numéro de position dans la chronologie de la Jeunesse. Elle reçoit un titre en juillet 2005 lors de sa publication dans la Jeunesse de Picsou n°2, hors-série de Picsou Magazine.